# 秀丽缬草
秀丽缬草（学名：Valeriana venusta）为忍冬科缬草属的植物，为中国的特有植物。分布在中国大陆的四川等地，生长于海拔3,900米的地区，常生于潮湿地，目前尚未由人工引种栽培。